# Svetište Loiola
Svetište Loiola ili Svetište i bazilika Loiola (španjolski: Santuario de Loyola, baskijski: Loiolako Santutegia) sastoji se od niza građevina izgrađenih u baroknom stilu Churrigueresque oko rodnog mjesta sv. Ignacija od Loyole, utemeljitelja Družbe Isusove.
Svetište stoji uz rijeku Urola u susjedstvu Loyole (Loiola, mjesto-naziv što znači "ljevaonica odjevena u haljinu", ili možda "odjevena koliba") u općini Azpeitia, Španjolska Baskija.
Ignacije Lojolski, bio je sin kneza Loiole, Beltrána Ibáñeza de Oñaza i Marine Sánchez de Licona, članice jedne važne biskajke obitelji. Rođen je 1491. godine u svojoj obiteljskoj kući u Loyoli.
Nakon što je umro, njegovo rodno mjesto postaje mjesto štovanja. U sedamnaestom stoljeću kuća u kojoj je rođen dana je Družbi Isusovoj. Red je tamo izgradio, blizu rodnog mjesta svog utemeljitelja, svetišta Loyola. 

## Vanjske poveznice
- https://www.santuariodeloyola.org/en/ (bask.)(engl.)(šp.)(fr.)